# Bahnradsport-Europameisterschaften 2025

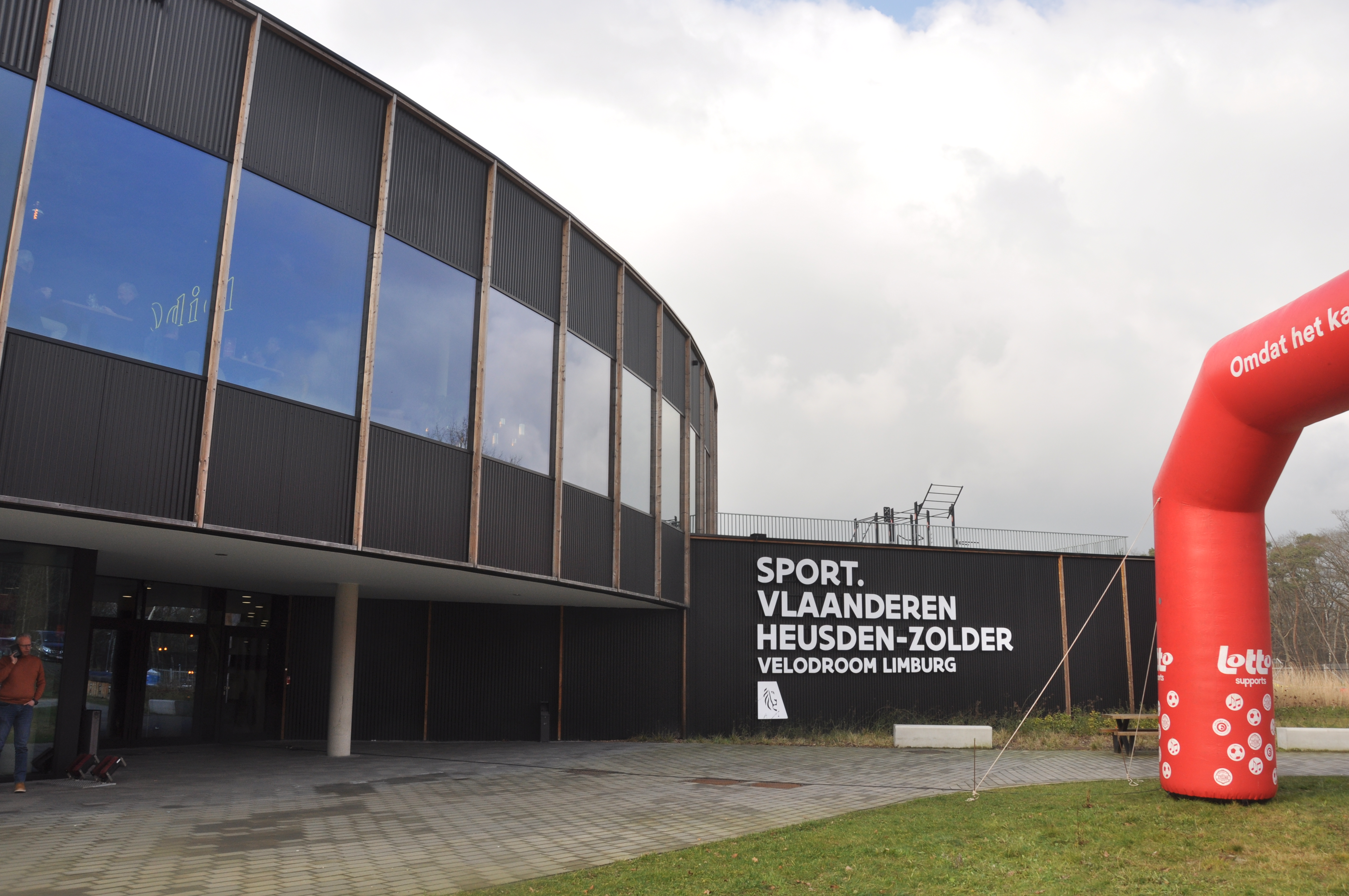
Das Velodroom Limburg

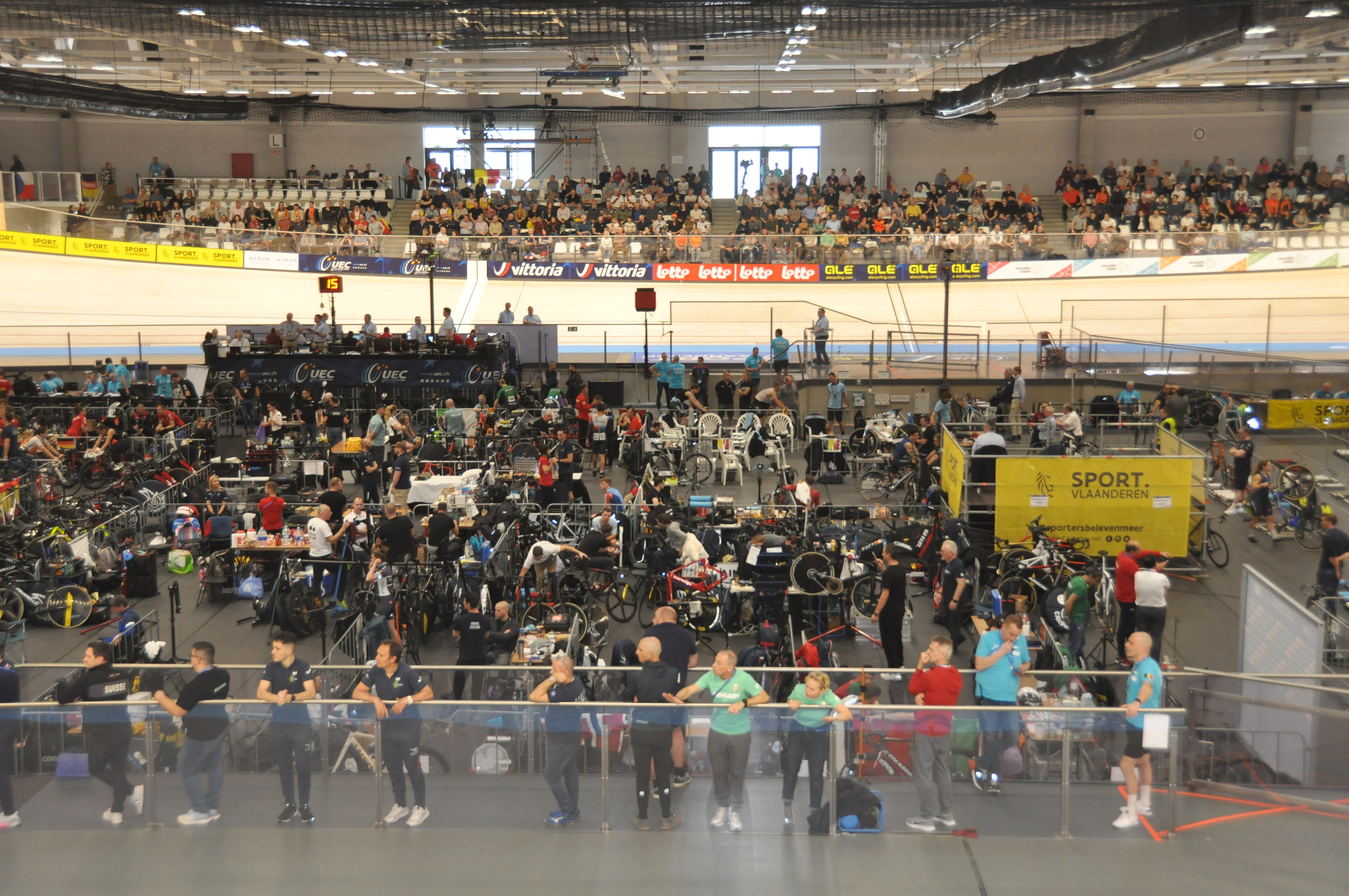
Während des Punktefahrens der Frauen

Die Bahnradsport-Europameisterschaften 2025  fanden vom 12. bis 16. Februar 2025 im Sport Vlaanderen Heusden-Zolder Velodroom Limburg im belgischen Heusden-Zolder statt. Es waren die ersten internationalen Elite-Meisterschaften auf dieser 2023 eingeweihten Radrennbahn.

## Beschreibung
Auf dem Sportprogramm standen 22 Disziplinen. Es waren 326 Sportlerinnen und Sportler aus 26 Ländern gemeldet. Infolge einer Regeländerung fuhren Männer wie Frauen erstmals in allen Disziplinen die gleichen Distanzen, also 1000 Meter im Zeitfahren, 4000 Meter in der Einerverfolgung und 10 km im Scratch. Auch die Distanzen im Omnium wurden angeglichen. Im Zeitfahren setzte Hetty van de Wouw einen neuen Weltrekord mit 1:04,497 min, in der Einerverfolgung Anna Morris mit 4:25,874 min. Beide Rekorde ersetzten die wenige Tage zuvor bei den Ozeanien-Meisterschaften erzielten Bestmarken.
Im endgültigen Medaillenspiegel lagen die Niederlande mit insgesamt 16 Medaillen an der Spitze: 8 Gold- (von 22), 4 Silber- und 4 Bronzemedaillen, vor Italien (3 Gold- und 3 Silbermedaillen) und Großbritannien (2, 5 und 4). Der Niederländer Harrie Lavreysen, mehrfacher Olympiasieger und Weltmeister, bestätigte einmal mehr seine absolute Dominanz im Kurzzeit-Bereich und gewann Gold im Sprint und im Keirin. Bei den Ausdauerwettbewerben gewann Tim Torn Teutenberg (Deutschland) das Omnium und das Ausscheidungsfahren, während die amtierende Straßen-Europameisterin Lorena Wiebes (Niederlande) das Omnium der Frauen gewann. Der Portugiese Iúri Leitão, Olympiasieger im Madison, gewann Gold im Scratch und im Punktefahren.

## Zeitplan (Finals)
| Datum                   | Entscheidungen Frauen                                | Entscheidungen Männer                                       |
| ----------------------- | ---------------------------------------------------- | ----------------------------------------------------------- |
| Mittwoch, 12. Februar   | Teamsprint, Scratch                                  | Teamsprint, Ausscheidungsfahren                             |
| Donnerstag, 13. Februar | Mannschaftsverfolgung, Ausscheidungsfahren           | Mannschaftsverfolgung, Punktefahren, 1000-Meter-Zeitfahren, |
| Freitag, 14. Februar    | Omnium, Sprint                                       | Scratch, Einerverfolgung                                    |
| Samstag, 15. Februar    | Punktefahren, Einerverfolgung, 1000-Meter-Zeitfahren | Sprint, Omnium                                              |
| Sonntag, 16. Februar    | Keirin, Zweier-Mannschaftsfahren                     | Keirin, Zweier-Mannschaftsfahren                            |

## Resultate
- Legende: „G“ = Zeit aus dem Finale um Gold; „B“ = Zeit aus dem Finale um Bronze
- Fahrerinnen und Fahrer, deren Name kursiv geschrieben sind, bestritten bei Mannschaftswettbewerben lediglich die Qualifikation oder die Erste Runde.

### Sprint

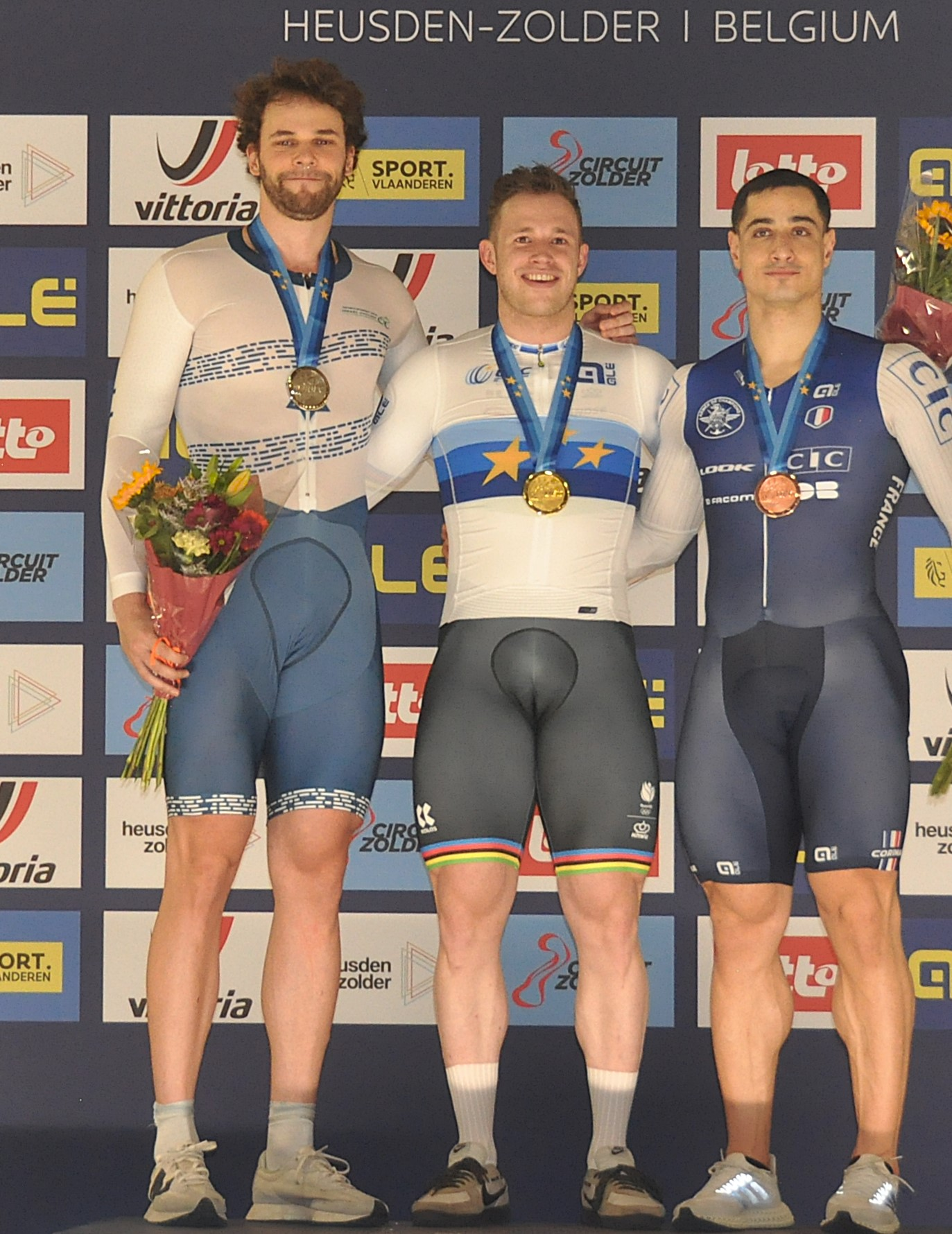
Podium im Sprint (v. l. n. r.): Podium Sprint: Mikhail Yakovlev, Harrie Lavreysen und Rayan Helal

| Männer | Männer               | Männer | Männer               |
| ------ | -------------------- | ------ | -------------------- |
| #      | Name                 | Land   | Zeit (s)             |
|        | Harrie Lavreysen     | NED    | 9,954 (1) 10,012 (2) |
|        | Mikhail Yakovlev     | ISR    |                      |
|        | Rayan Helal          | FRA    | 9,921 (1) 10,112 (2) |
| 4      | Mateusz Rudyk        | POL    |                      |
| 5      | Harry Ledingham-Horn | GBR    |                      |
| 6      | Tijmen van Loon      | NED    |                      |
| 7      | Sébastien Vigier     | FRA    |                      |
| 8      | Matěj Tamme          | CZE    |                      |

| Frauen | Frauen               | Frauen | Frauen                |
| ------ | -------------------- | ------ | --------------------- |
| #      | Name                 | Land   | Zeit (s)              |
|        | Jana Burlakowa       | AIN    | 11,296 (2) 11,580 (3) |
|        | Rhian Edmunds        | GBR    | 12,054 (1)            |
|        | Alina Lyssenko       | AIN    | 11,416 (1) 11,267 (2) |
| 4      | Miriam Vece          | ITA    |                       |
| 5      | Lauren Bell          | GBR    |                       |
| 6      | Hetty van de Wouw    | NED    |                       |
| 7      | Lea Sophie Friedrich | GER    |                       |
| 8      | Veronika Jaborníková | CZE    |                       |

### Keirin

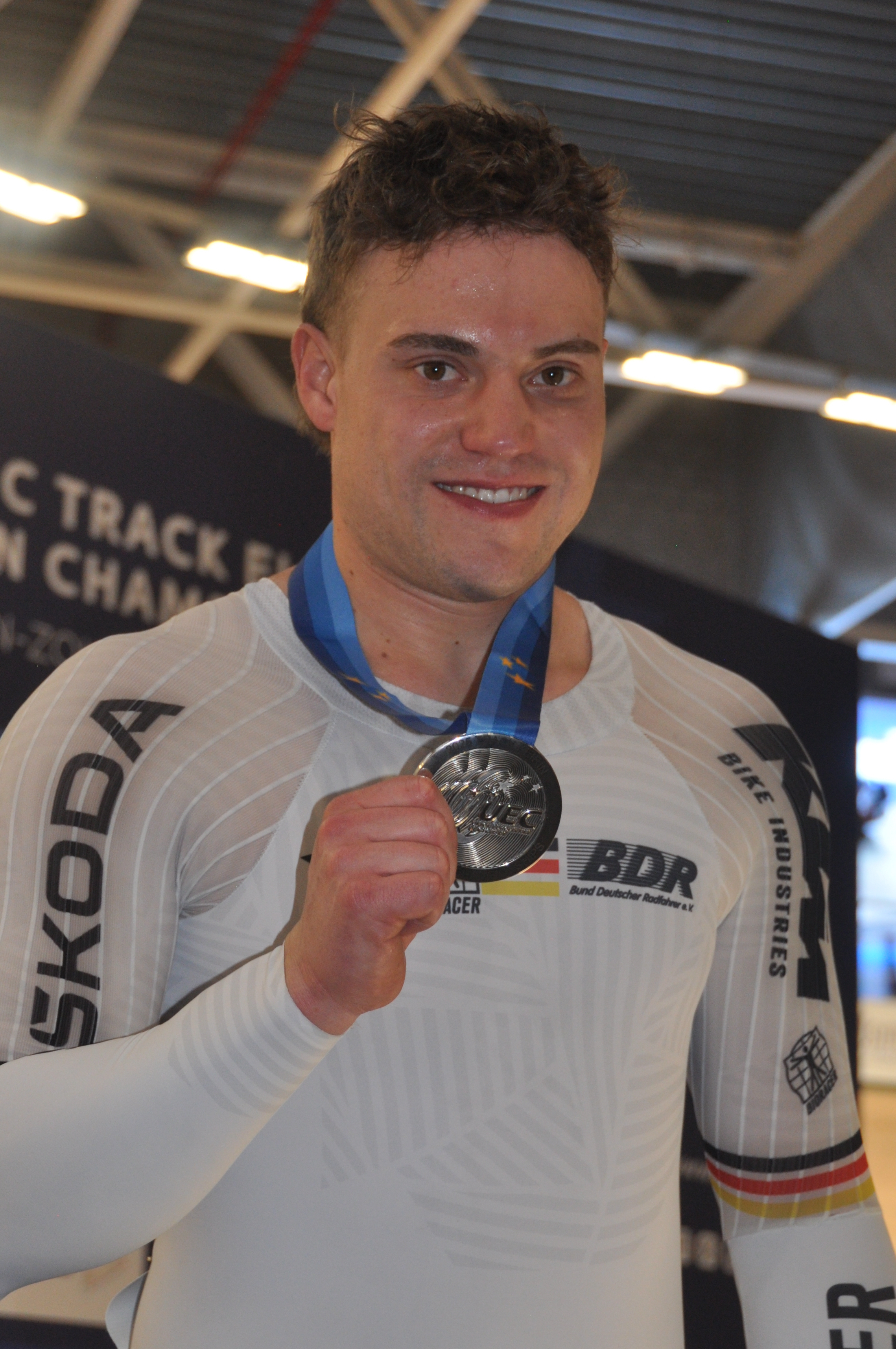
Der Deutsche Maximilian Dörnbach errang zwei Silbermedaillen

| Männer | Männer              | Männer | Männer |
| ------ | ------------------- | ------ | ------ |
| #      | Name                | Land   |        |
|        | Harrie Lavreysen    | NED    |        |
|        | Maximilian Dörnbach | GER    |        |
|        | Tom Derache         | FRA    |        |
| 4      | Stefano Moro        | ITA    |        |
| 5      | Mateusz Rudyk       | POL    |        |
| 6      | Sébastien Vigier    | FRA    |        |
| 7      | Mikhail Yakovlev    | ISR    |        |
| 8      | Nikita Kalatschnik  | AIN    |        |
| 9      | Lowie Nulens        | BEL    |        |
| 10     | Laurynas Vinskas    | LTU    |        |

| Frauen | Frauen               | Frauen | Frauen |
| ------ | -------------------- | ------ | ------ |
| #      | Name                 | Land   |        |
|        | Steffie van der Peet | NED    |        |
|        | Rhian Edmunds        | GBR    |        |
|        | Hetty van de Wouw    | NED    |        |
| 4      | Alina Lyssenko       | AIN    |        |
| 5      | Miriam Vece          | ITA    |        |
| 6      | Lauren Bell          | GBR    |        |
| 7      | Lea Sophie Friedrich | GER    |        |
| 8      | Jana Burlakowa       | AIN    |        |
| 9      | Clara Schneider      | GER    |        |
| 10     | Nikola Seremak       | POL    |        |

### Zeitfahren
| Männer | Männer              | Männer | Männer     |
| ------ | ------------------- | ------ | ---------- |
| #      | Name                | Land   | Zeit (min) |
|        | Matteo Bianchi      | ITA    | 0:59,965   |
|        | Maximilian Dörnbach | GER    | 1:00,390   |
|        | David Peterka       | CZE    | 1:01,018   |
| 4      | Daan Kool           | NED    | 1:01,125   |
| 5      | Eliasz Bednarek     | POL    | 1:01,201   |
| 6      | Henric Hackmann     | GER    | 1:01,244   |
| 7      | Stefano Minuta      | ITA    | 1:02,118   |
| 8      | Matěj Hytych        | CZE    | 1:02,153   |

| Frauen | Frauen                   | Frauen | Frauen     |
| ------ | ------------------------ | ------ | ---------- |
| #      | Name                     | Land   | Zeit (min) |
|        | Hetty van de Wouw        | NED    | 1:04,497   |
|        | Martina Fidanza          | ITA    | 1:05,969   |
|        | Clara Schneider          | GER    | 1:06,745   |
| 4      | Franziska Brauße         | GER    | 1:06,959   |
| 5      | Paulina Petri            | POL    | 1:07,172   |
| 6      | Taky Marie-Divine Kouamé | FRA    | 1:07,293   |
| 7      | Marith Vanhove           | BEL    | 1:07,690   |
| 8      | Neah Evans               | GBR    | 1:08,015   |

### Teamsprint
| Männer | Männer                                                          | Männer | Männer   |
| ------ | --------------------------------------------------------------- | ------ | -------- |
| #      | Namen                                                           | Land   | Zeit (s) |
|        | Timmy Gillion Rayan Helal Sébastien Vigier                      | FRA    | 42,609 G |
|        | Harrie Lavreysen Loris Leneman Tijmen van Loon                  | NED    | 43,253 G |
|        | Harry Ledingham-Horn Hayden Norris Charles Radford              | GBR    | 43,152 B |
| 4      | David Peterka Matěj Tamme Dominik Topinka                       | CZE    | 44,049 B |
| 5      | Maximilian Dörnbach Nik Schröter Luca Spiegel                   | GER    |          |
| 6      | Daniel Rochna Mateusz Rudyk Rafał Sarnecki Konrad Burawski      | POL    |          |
| 7      | Matteo Bianchi Stefano Minuta Mattia Predomo Daniele Napolitano | ITA    |          |
| 8      | Ekain Jiménez Esteban Sánchez José Moreno Sánchez               | ESP    |          |

| Frauen | Frauen                                                      | Frauen | Frauen   |
| ------ | ----------------------------------------------------------- | ------ | -------- |
| #      | Namen                                                       | Land   | Zeit (s) |
|        | Kimberly Kalee Hetty van de Wouw Steffie van der Peet       | NED    | 46,322 G |
|        | Lauren Bell Rhian Edmunds Rhianna Parris-Smith              | GBR    | 46,929 G |
|        | Lea Sophie Friedrich Pauline Grabosch Clara Schneider       | GER    | 47,333 B |
| 4      | Marlena Karwacka Urszula Łoś Nikola Seremak Paulina Petri   | POL    | 47,952 B |
| 5      | Beatrice Bertolini Siria Trevisan Miriam Vece Matilde Cenci | ITA    |          |
| 6      | Anna Jaborníková Veronika Jaborníková Kateřina Peterková    | CZE    |          |
| 7      | Alla Bilezka Oleksandra Lohwynjuk Wiktorija Polischtschuk   | UKR    |          |

### Einerverfolgung
| Männer | Männer            | Männer | Männer     |
| ------ | ----------------- | ------ | ---------- |
| #      | Name              | Land   | Zeit (min) |
|        | Josh Charlton     | GBR    | 4:02,882 G |
|        | Ivo Oliveira      | POR    | 4:03,631 G |
|        | Michael Gill      | GBR    | 4:09,859 B |
| 4      | Renato Favero     | ITA    | 4:12,169 B |
| 5      | Lasse Norman Leth | DEN    |            |
| 6      | Etienne Grimod    | ITA    |            |
| 7      | Robin Skivild     | DEN    |            |
| 8      | Bruno Keßler      | GER    |            |

| Frauen | Frauen            | Frauen | Frauen     |
| ------ | ----------------- | ------ | ---------- |
| #      | Name              | Land   | Zeit (min) |
|        | Anna Morris       | GBR    | 4:25,874 G |
|        | Vittoria Guazzini | ITA    | 4:34,098 G |
|        | Mieke Kröger      | GER    | 4:33,451 B |
| 4      | Lisa Klein        | GER    | 4:39,970 B |
| 5      | Lisa van Belle    | NED    |            |
| 6      | Sophie Lewis      | GBR    |            |
| 7      | Jasmin Liechti    | SUI    |            |
| 8      | Martyna Szczęsna  | POL    |            |

### Mannschaftsverfolgung
| Männer | Männer                                                                    | Männer | Männer     |
| ------ | ------------------------------------------------------------------------- | ------ | ---------- |
| #      | Namen                                                                     | Land   | Zeit (min) |
|        | Tobias Hansen Niklas Larsen Lasse Norman Leth Robin Skivild               | DEN    | 3:51,113 G |
|        | Rhys Britton Josh Charlton Michael Gill Noah Hobbs William Tidball        | GBR    | 3:51,832 G |
|        | Noah Bögli Mats Poot Pascal Tappeiner Alex Vogel                          | SUI    | 3:53,467 B |
| 4      | Davide Boscaro Renato Favero Etienne Grimod Francesco Lamon Niccolò Galli | ITA    | 3:54,169 B |
| 5      | Alan Banaszek Kacper Majewski Piotr Maślak Bartosz Rudyk                  | POL    |            |
| 6      | Camille Charret Emmanuel Houcou Ellande Larronde Lucas Menanteau          | FRA    |            |
| 7      | Joan Martí Bennassar Beñat Garaiar Erik Martorell Álvaro Navas            | ESP    |            |
| 8      | Thibaut Bernard Tom Crabbe Yoran Van Gucht Noah Vandenbranden Renzo Raes  | BEL    |            |

| Frauen | Frauen                                                                          | Frauen | Frauen     |
| ------ | ------------------------------------------------------------------------------- | ------ | ---------- |
| #      | Namen                                                                           | Land   | Zeit (min) |
|        | Martina Alzini Chiara Consonni Martina Fidanza Vittoria Guazzini                | ITA    | 4:14,213 G |
|        | Franziska Brauße Lisa Klein Mieke Kröger Laura Süßemilch                        | GER    | 4:14,939 G |
|        | Madelaine Leech Sophie Lewis Grace Lister Anna Morris Neah Evans                | GBR    | 4:18,147 B |
| 4      | Marion Borras Élina Cabot Clémence Chéreau Mélanie Dupin Victoire Berteau       | FRA    | 4:23,355 B |
| 5      | Michelle Andres Jasmin Liechti Annika Liehner Aline Seitz Fabienne Buri         | SUI    |            |
| 6      | Karolina Kumięga Nikol Płosaj Martyna Szczęsna Olga Wankiewicz Eliza Rabażyńska | POL    |            |
| 7      | Katrijn De Clercq Hélène Hesters Febe Jooris Marith Vanhove                     | BEL    |            |
| 8      | Erin Creighton Emma Jeffers Aoife O’Brien Esther Wong                           | IRL    |            |

### Ausscheidungsfahren

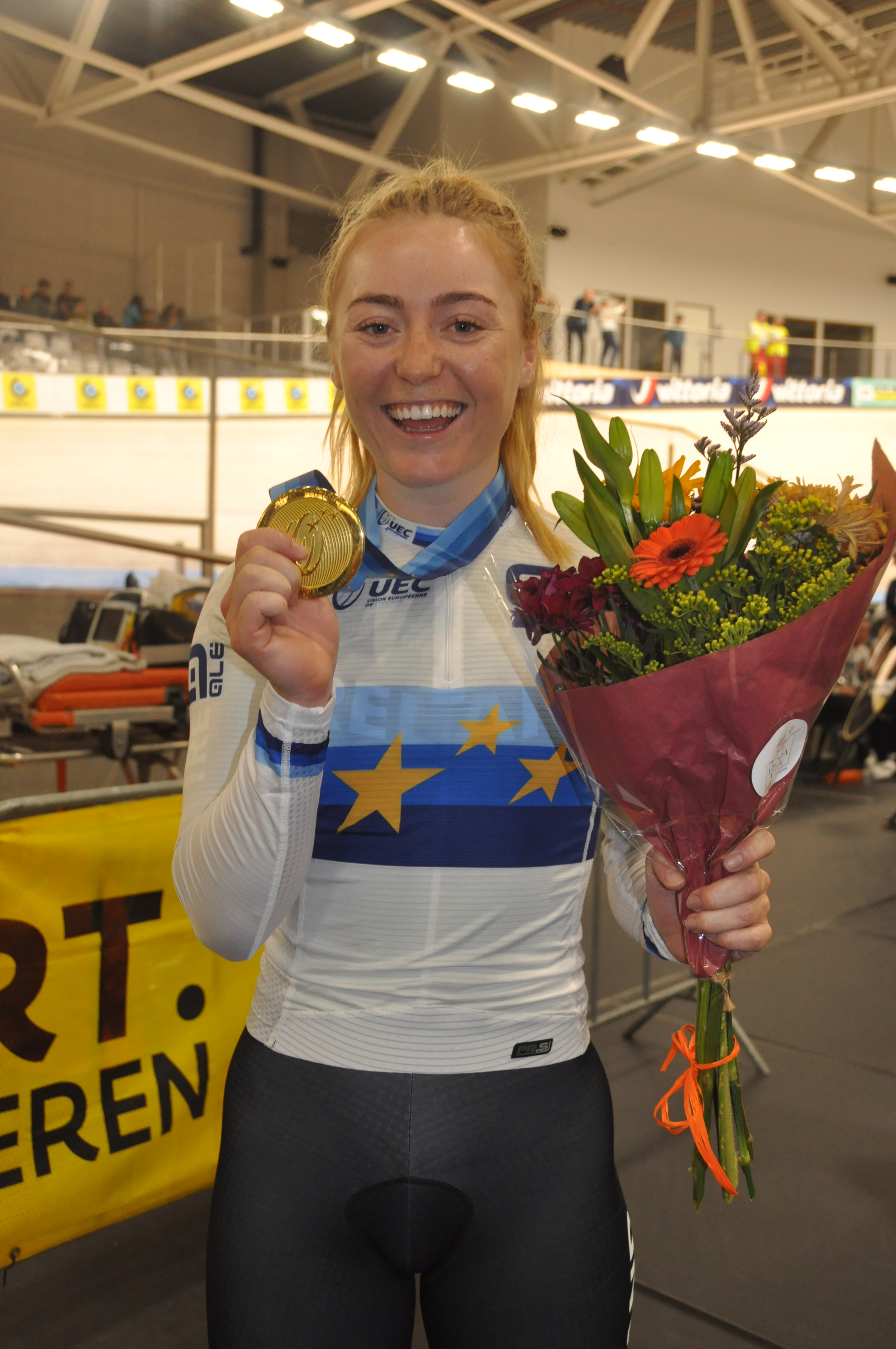
Lara Gillespie aus Irland wurde Europameisterin im Ausscheidungsfahren

| Männer | Männer              | Männer | Männer |
| ------ | ------------------- | ------ | ------ |
| #      | Name                | Land   |        |
|        | Tim Torn Teutenberg | GER    |        |
|        | Rui Oliveira        | POR    |        |
|        | Jules Hesters       | BEL    |        |
| 4      | Noah Wulff          | DEN    |        |
| 5      | Tim Wafler          | AUT    |        |
| 6      | Yoeri Havik         | NED    |        |
| 7      | Mario Anguela       | ESP    |        |
| 8      | William Perrett     | GBR    |        |
| 9      | Emmanuel Houcou     | FRA    |        |
| 10     | Ramazan Yilmaz      | TUR    |        |

| Frauen | Frauen                | Frauen | Frauen |
| #      | Name                  | Land   |        |
| ------ | --------------------- | ------ | ------ |
|        | Lara Gillespie        | IRL    |        |
|        | Hélène Hesters        | BEL    |        |
|        | Lisa van Belle        | NED    |        |
| 4      | Lorena Leu            | SUI    |        |
| 5      | Anita Yvonne Stenberg | NOR    |        |
| 6      | Anita Baima           | ITA    |        |
| 7      | Clémence Chéreau      | FRA    |        |
| 8      | Lea Lin Teutenberg    | GER    |        |
| 9      | Neah Evans            | GBR    |        |
| 10     | Maja Tracka           | POL    |        |

### Punktefahren
| Männer | Männer                | Männer | Männer |
| ------ | --------------------- | ------ | ------ |
| #      | Name                  | Land   | Punkte |
|        | Iúri Leitão           | POR    | 157    |
|        | Yanne Dorenbos        | NED    | 114    |
|        | Jasper De Buyst       | BEL    | 106    |
| 4      | Clément Petit         | FRA    | 103    |
| 5      | Matyáš Koblížek       | CZE    | 86     |
| 6      | Wojciech Pszczolarski | POL    | 47     |
| 7      | Roger Kluge           | GER    | 47     |
| 8      | Lukas Rüegg           | SUI    | 46     |
| 9      | Juan David Sierra     | ESP    | 38     |
| 10     | Nejc Peterlin         | SLO    | 25     |

| Frauen | Frauen                | Frauen | Frauen |
| ------ | --------------------- | ------ | ------ |
| #      | Name                  | Land   | Punkte |
|        | Anita Yvonne Stenberg | NOR    | 56     |
|        | Marion Borras         | FRA    | 54     |
|        | Maike van der Duin    | NED    | 53     |
| 4      | Lara Gillespie        | IRL    | 50     |
| 5      | Grace Lister          | GBR    | 46     |
| 6      | Walerija Walgonen     | AIN    | 25     |
| 7      | Lea Lin Teutenberg    | GER    | 21     |
| 8      | Jarmila Machačová     | CZE    | 20     |
| 9      | Maria Martins         | POR    | 19     |
| 10     | Michelle Andres       | SUI    | 8      |

### Scratch

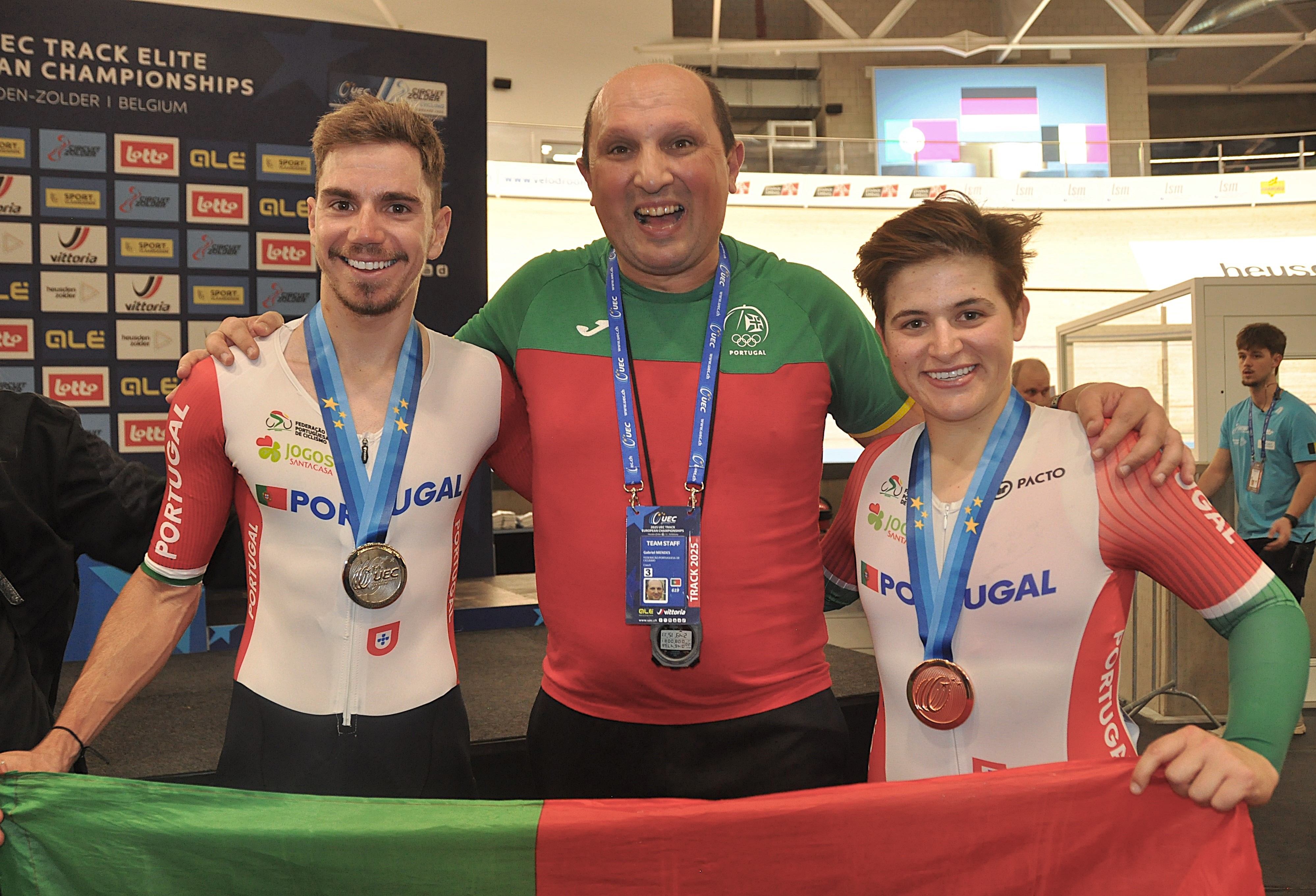
Zwei portugiesische Medaillengewinner: Rui Oliveira (Silber im Ausscheidungsfahren) und Maria Martins (Bronze im Scratch). Zwischen ihnen ihr Betreuer Gabriel Mendes.

| Männer | Männer                  | Männer | Männer |
| ------ | ----------------------- | ------ | ------ |
| #      | Name                    | Land   |        |
|        | Iúri Leitão             | POR    |        |
|        | Vincent Hoppezak        | NED    |        |
|        | William Tidball         | GBR    |        |
| 4      | Filip Prokopyszyn       | POL    |        |
| 5      | Bruno Keßler            | GER    |        |
| 6      | Martin Chren            | SVK    |        |
| 7      | Bertold Drijver         | HUN    |        |
| 8      | Tim Wafler              | AUT    |        |
| 9      | Karsten Larsen Feldmann | NOR    |        |
| 10     | Alvaro Navas            | ESP    |        |

| Frauen | Frauen                | Frauen | Frauen |
| ------ | --------------------- | ------ | ------ |
| #      | Name                  | Land   |        |
|        | Martina Fidanza       | ITA    |        |
|        | Lorena Wiebes         | NED    |        |
|        | Maria Martins         | POR    |        |
| 4      | Anita Yvonne Stenberg | NOR    |        |
| 5      | Anna Morris           | GBR    |        |
| 6      | Petra Ševčíková       | CZE    |        |
| 7      | Mia Griffin           | IRL    |        |
| 8      | Lorena Leu            | SUI    |        |
| 9      | Akvilė Gedraitytė     | LTU    |        |
| 10     | Alžbeta Bačíková      | SVK    |        |

### Omnium
| Männer | Männer              | Männer | Männer |
| ------ | ------------------- | ------ | ------ |
| #      | Name                | Land   | Punkte |
|        | Tim Torn Teutenberg | GER    | 167    |
|        | Niklas Larsen       | DEN    | 165    |
|        | Philip Heijnen      | NED    | 147    |
| 4      | Lindsay De Vylder   | BEL    | 135    |
| 5      | Ivo Oliveira        | POR    | 118    |
| 6      | Ilja Sawekin        | AIN    | 109    |
| 7      | Elia Viviani        | ITA    | 109    |
| 8      | Adam Křenek         | CZE    | 104    |
| 9      | Noah Hobbs          | GBR    | 98     |
| 10     | Alan Banaszek       | POL    | 90     |

| Frauen | Frauen                | Frauen | Frauen |
| ------ | --------------------- | ------ | ------ |
| #      | Name                  | Land   | Punkte |
|        | Lorena Wiebes         | NED    | 114    |
|        | Madelaine Leech       | GBR    | 114    |
|        | Amalie Dideriksen     | DEN    | 103    |
| 4      | Anita Yvonne Stenberg | NOR    | 98     |
| 5      | Lara Gillespie        | IRL    | 96     |
| 6      | Chiara Consonni       | ITA    | 94     |
| 7      | Victoire Berteau      | FRA    | 90     |
| 8      | Lea Lin Teutenberg    | GER    | 73     |
| 9      | Jasmin Liechti        | SUI    | 70     |
| 10     | Walerija Walgonen     | AIN    | 68     |

### Madison

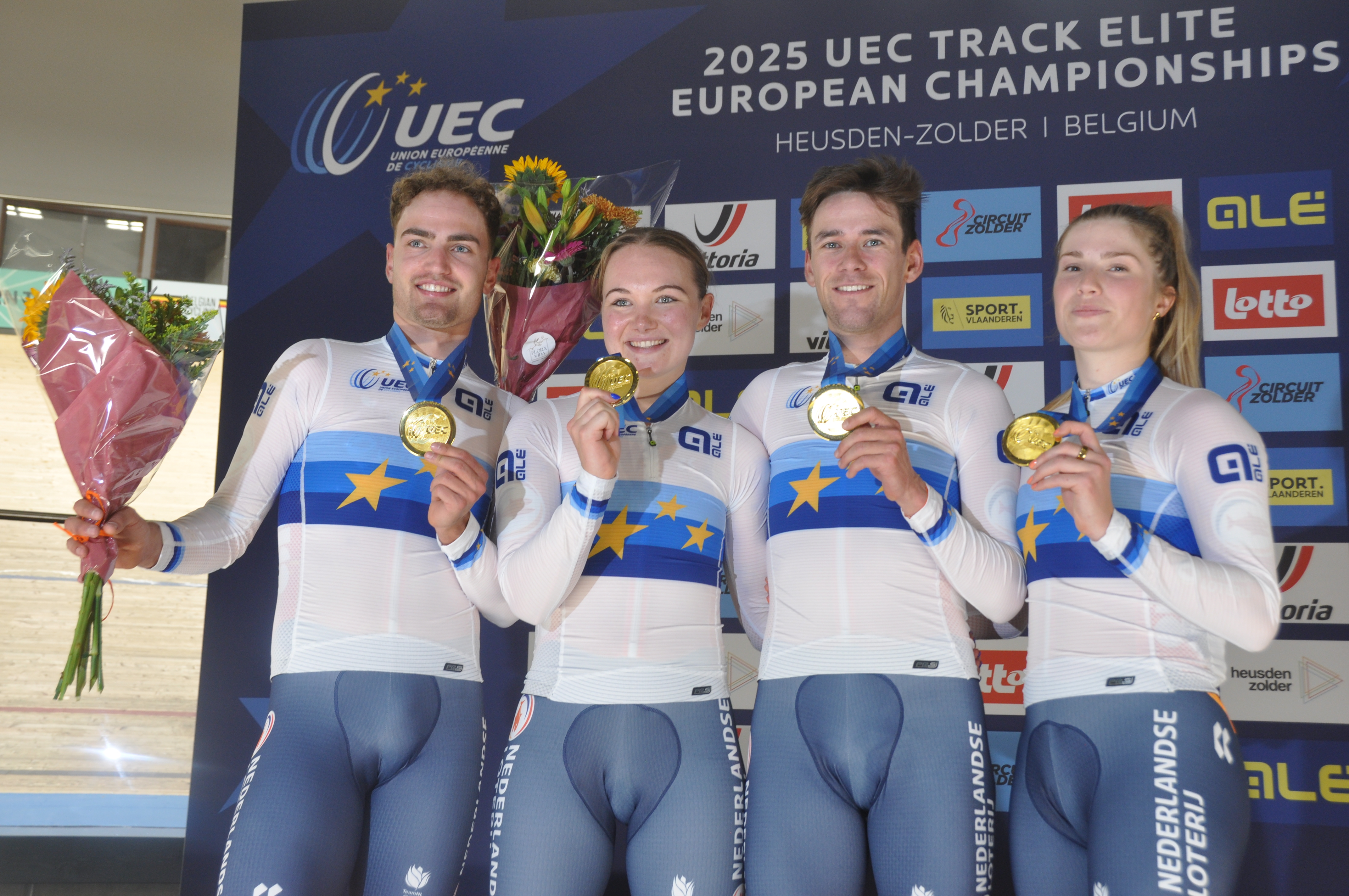
Zwei niederländische Paarungen wurden Europameister im Madison (v. l. n. r.:): Yanne Dorenbos, Maike van der Duin, Vincent Hoppezak und Lisa van Belle

| Männer | Männer                                  | Männer | Männer |
| ------ | --------------------------------------- | ------ | ------ |
| #      | Namen                                   | Land   | Punkte |
|        | Yanne Dorenbos Vincent Hoppezak         | NED    | 119    |
|        | Roger Kluge Tim Torn Teutenberg         | GER    | 105    |
|        | Ivo Oliveira Rui Oliveira               | POR    | 96     |
| 4      | Tobias Hansen Niklas Larsen             | DEN    | 75     |
| 5      | William Perrett Matthew Walls           | GBR    | 74     |
| 6      | Lindsay De Vylder Noah Vandenbranden    | BEL    | 72     |
| 7      | Erwan Besnier Clément Petit             | FRA    | 33     |
| 8      | Filip Prokopyszyn Wojciech Pszczolarski | POL    | 5      |
| 9      | Maximilian Schmidbauer Tim Wafler       | AUT    | −6     |
| 10     | Davide Stella Juan David Sierra         | ITA    | −10    |

| Frauen | Frauen                                   | Frauen | Frauen |
| ------ | ---------------------------------------- | ------ | ------ |
| #      | Namen                                    | Land   | Punkte |
|        | Lisa van Belle Maike van der Duin        | NED    | 62     |
|        | Chiara Consonni Vittoria Guazzini        | ITA    | 53     |
|        | Victoire Berteau Marion Borras           | FRA    | 42     |
| 4      | Amalie Dideriksen Ellen Klinge           | DEN    | 41     |
| 5      | Lara Gillespie Mia Griffin               | IRL    | 32     |
| 6      | Neah Evans Madelaine Leech               | GBR    | 31     |
| 7      | Michelle Andres Aline Seitz              | SUI    | 8      |
| 8      | Katrijn De Clercq Hélène Hesters         | BEL    | 8      |
| 9      | Messane Bräutigam Lena Charlotte Reißner | GER    | 6      |
| 10     | Maja Tracka Olga Wankiewicz              | POL    | −20    |

## Medaillenspiegel
Der offizielle Medaillenspiegel führt die Erfolge der individuellen neutralen Athleten nicht auf. Zum besseren Verständnis sind sie hier ergänzt.
| Platz  | Land                 | Gold | Silber | Bronze | Gesamt |
| ------ | -------------------- | ---- | ------ | ------ | ------ |
| 1      | Niederlande          | 8    | 4      | 4      | 16     |
| 2      | Italien              | 3    | 3      | 0      | 6      |
| 3      | Großbritannien       | 2    | 5      | 4      | 11     |
| 4      | Deutschland          | 2    | 4      | 3      | 9      |
| 5      | Portugal             | 2    | 2      | 2      | 6      |
| 6      | Frankreich           | 1    | 1      | 3      | 5      |
| 7      | Dänemark             | 1    | 1      | 1      | 3      |
| 8      | Irland               | 1    | 0      | 0      | 1      |
| 8      | Norwegen             | 1    | 0      | 0      | 1      |
| 10     | Belgien              | 0    | 1      | 2      | 3      |
| 11     | Israel               | 0    | 1      | 0      | 1      |
| 12     | Schweiz              | 0    | 0      | 1      | 1      |
| 12     | Tschechien           | 0    | 0      | 1      | 1      |
| —      | Ind. neutr. Athleten | 1    | 0      | 1      | 2      |
| Gesamt | Gesamt               | 22   | 22     | 22     | 66     |

## Aufgebote

### Bund Deutscher Radfahrer
Frauen Kurzzeit
- Lea Sophie Friedrich, Pauline Grabosch, Alessa-Catriona Pröpster, Clara Schneider

Männer Kurzzeit
- Maximilian Dörnbach, Henric Hackmann, Nik Schröter, Luca Spiegel

Frauen Ausdauer
- Franziska Brauße, Messane Bräutigam, Lisa Klein, Mieke Kröger, Hannah Kunz, Lena Charlotte Reißner, Judith Rottmann, Laura Süßemilch, Lea Lin Teutenberg

Männer Ausdauer
- Leon Arenz, Bruno Keßler, Roger Kluge, Tim Torn Teutenberg (reduzierter Kader nach dem schweren Trainingsunfall der Nationalmannschaft in der Vorbereitung auf die EM[4][5])

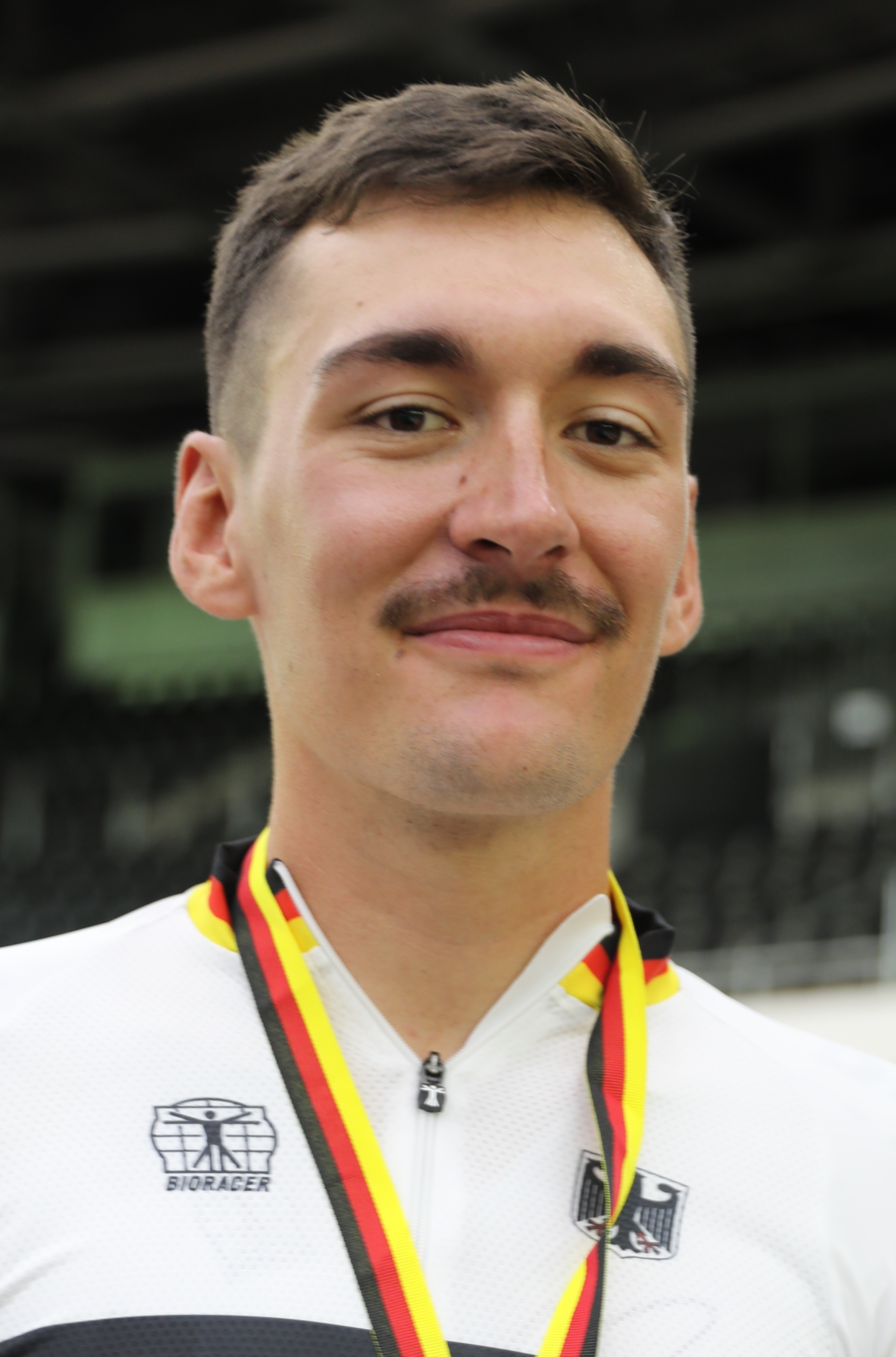
Moritz Augenstein
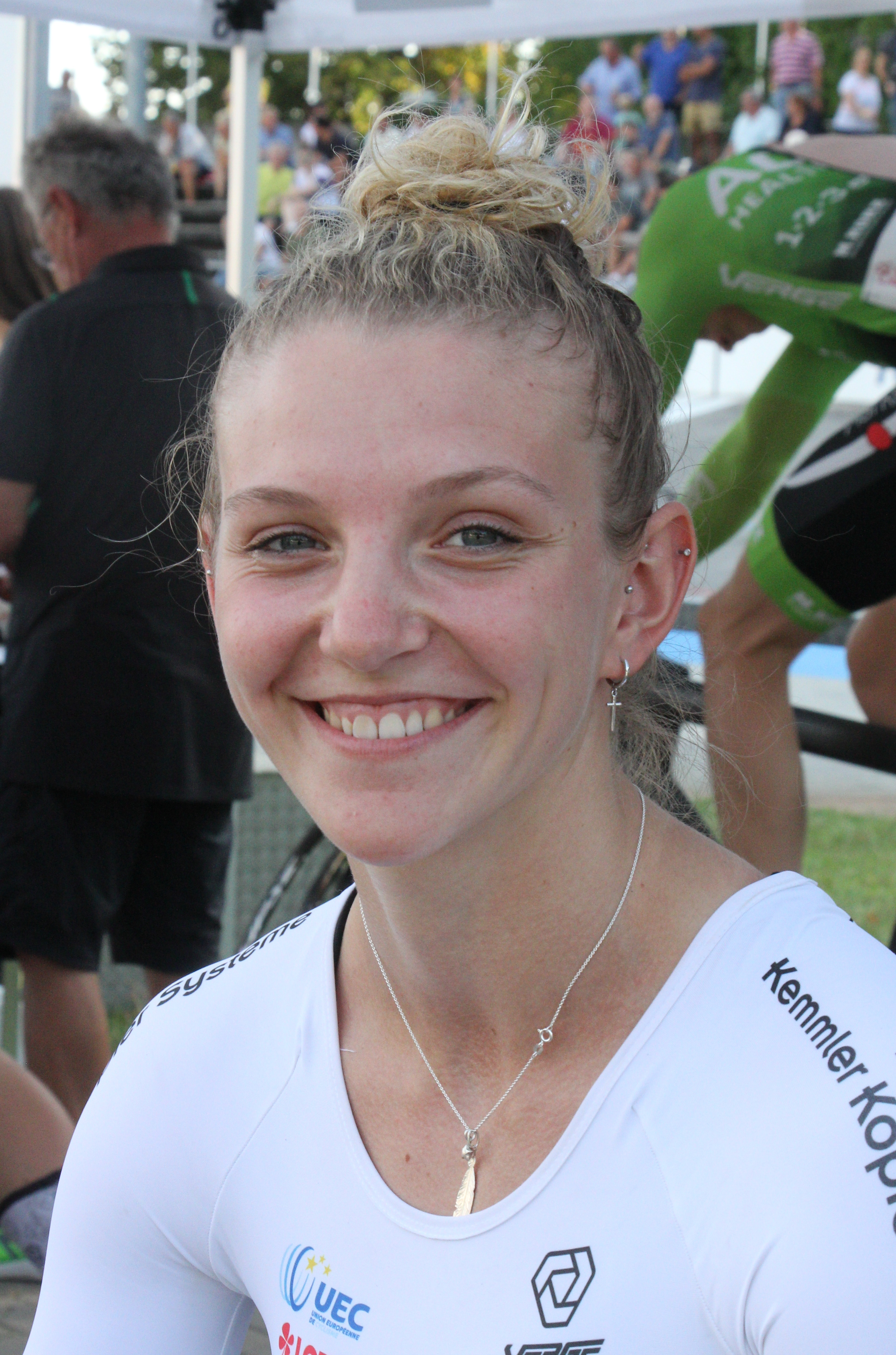
Alessa-Catriona Pröpster
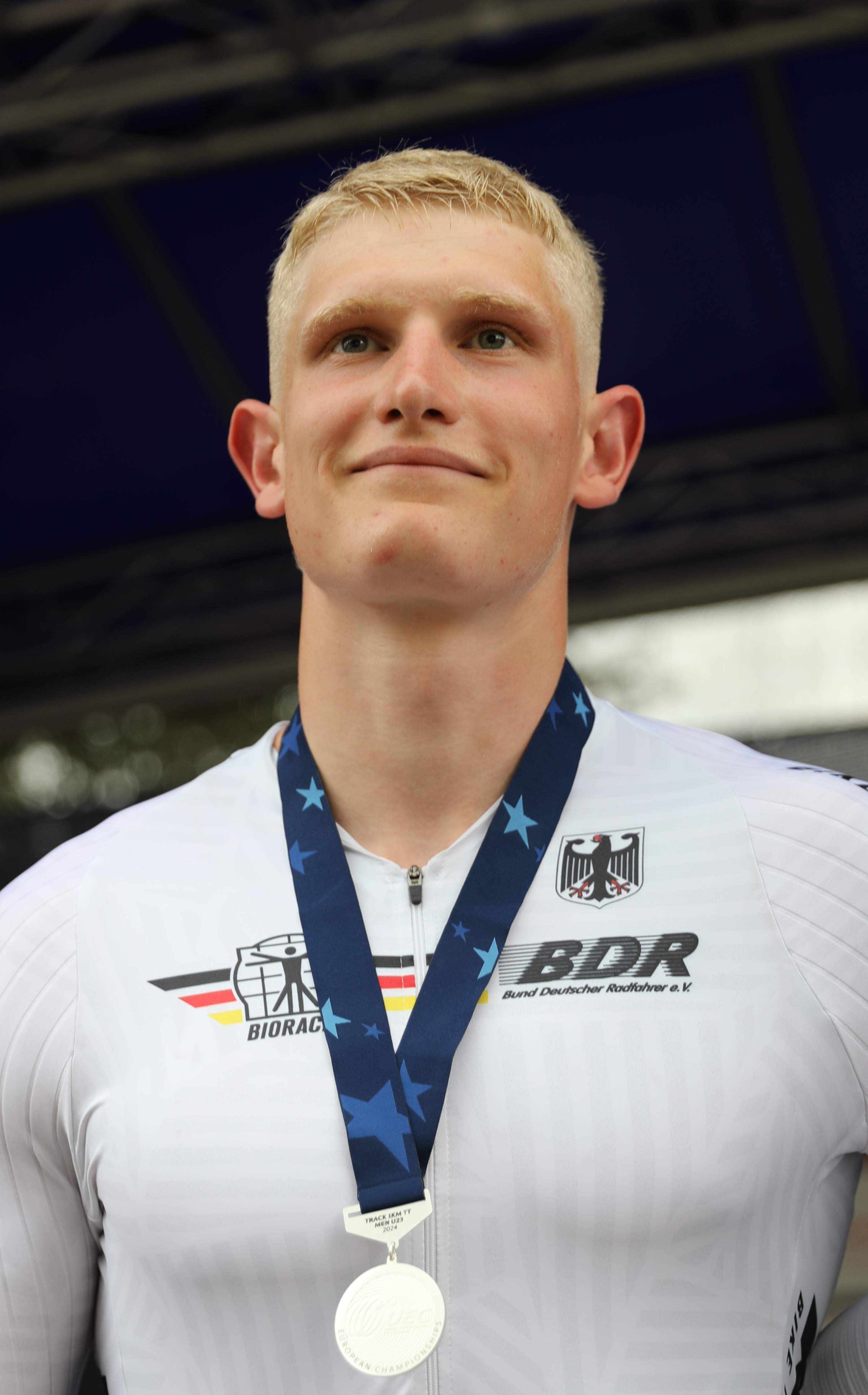
Henric Hackmann
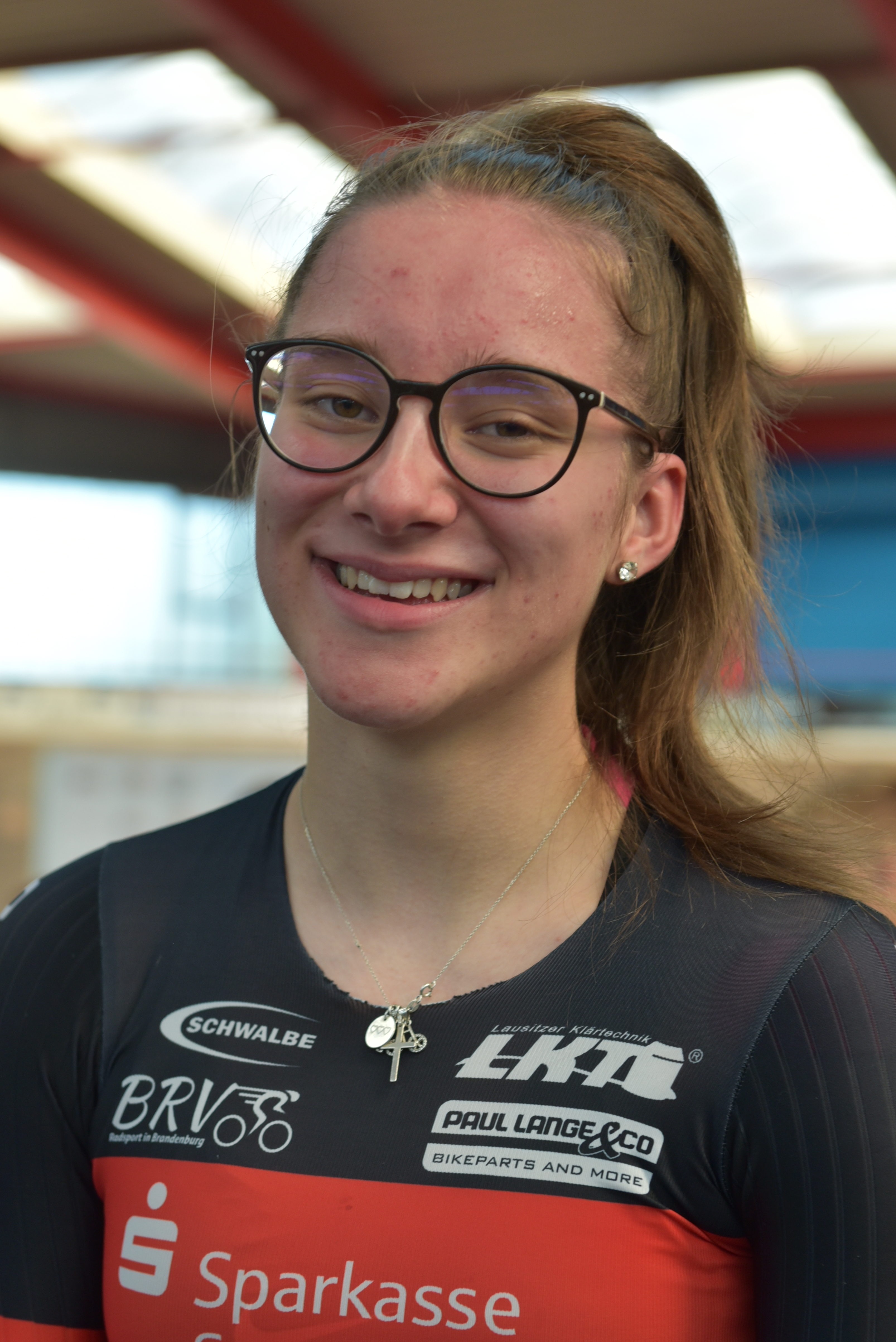
Clara Schneider
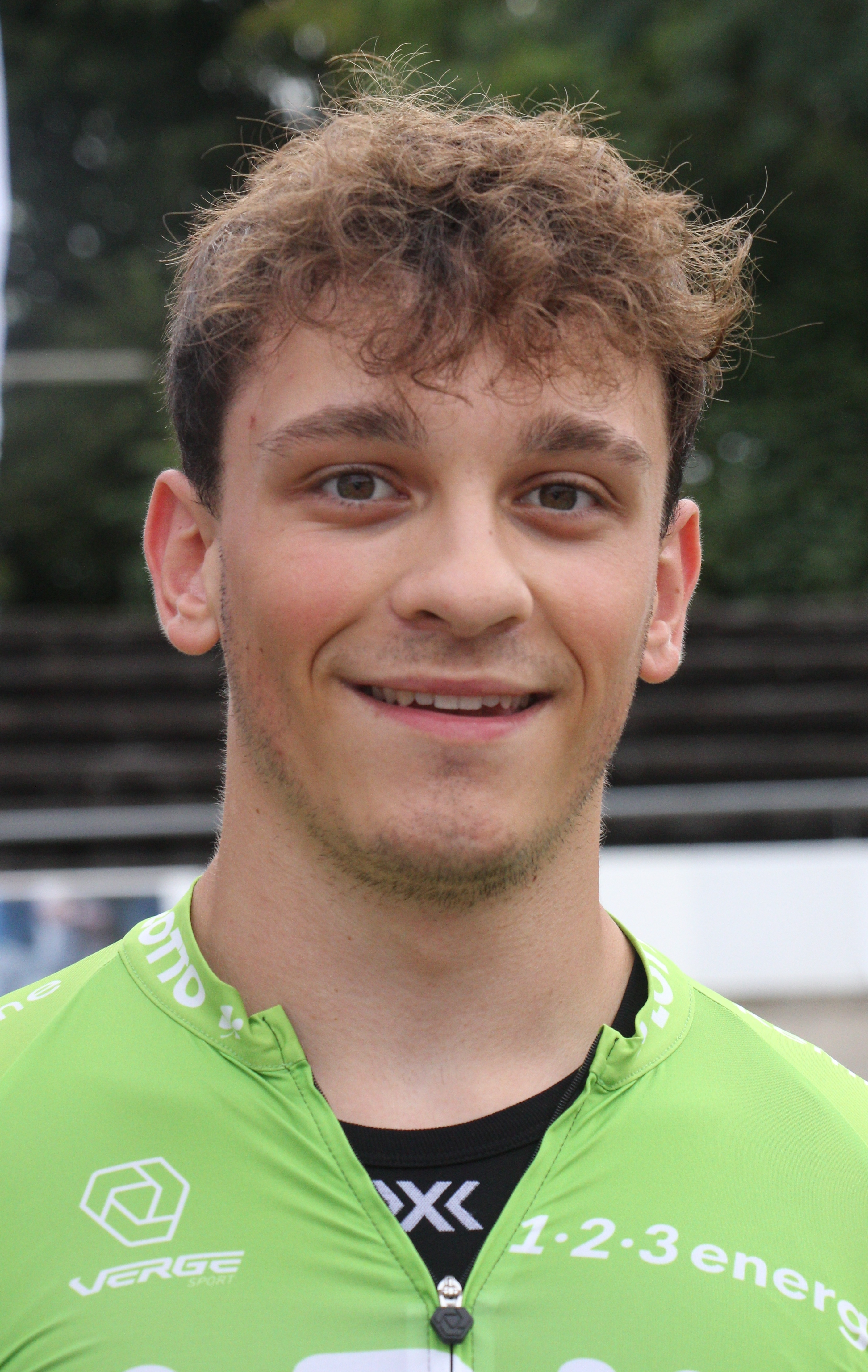
Luca Spiegel
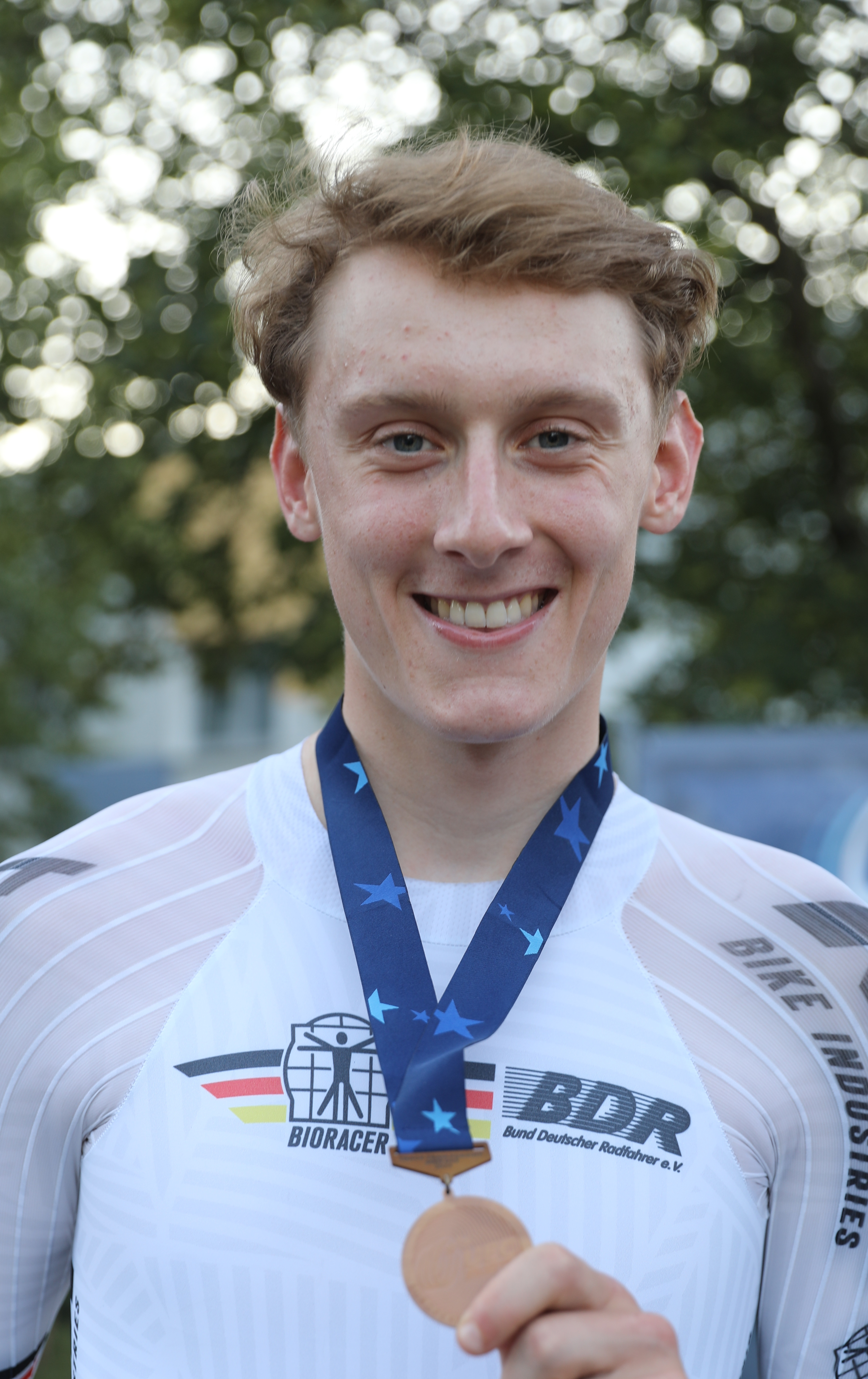
Leon Arenz

### Österreichischer Radsport-Verband
- Frauen: Leila Gschwentner
- Männer:  Raphael Kokas, Maximilian Schmidbauer, Tim Wafler

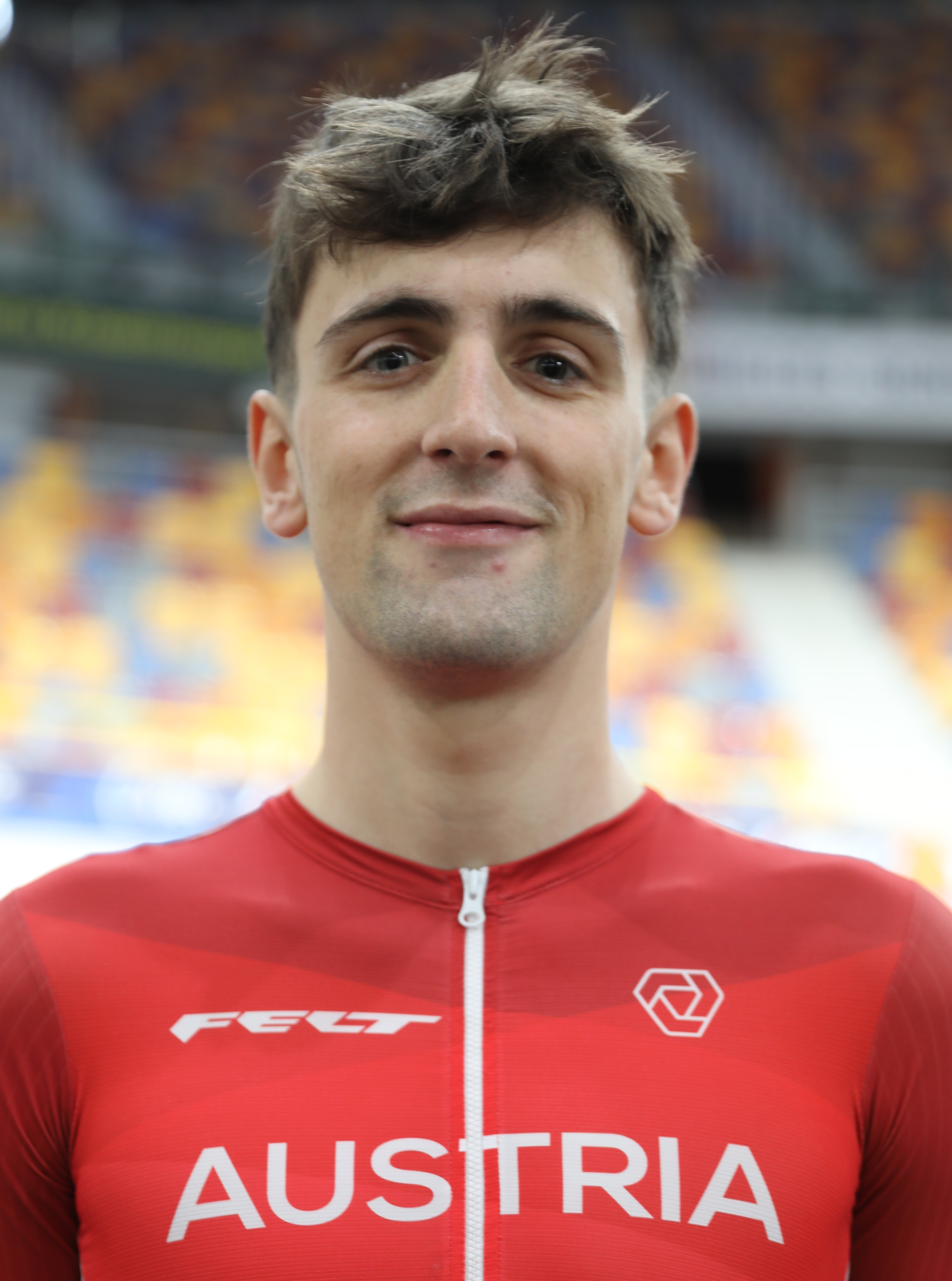
Maximilian Schmidbauer
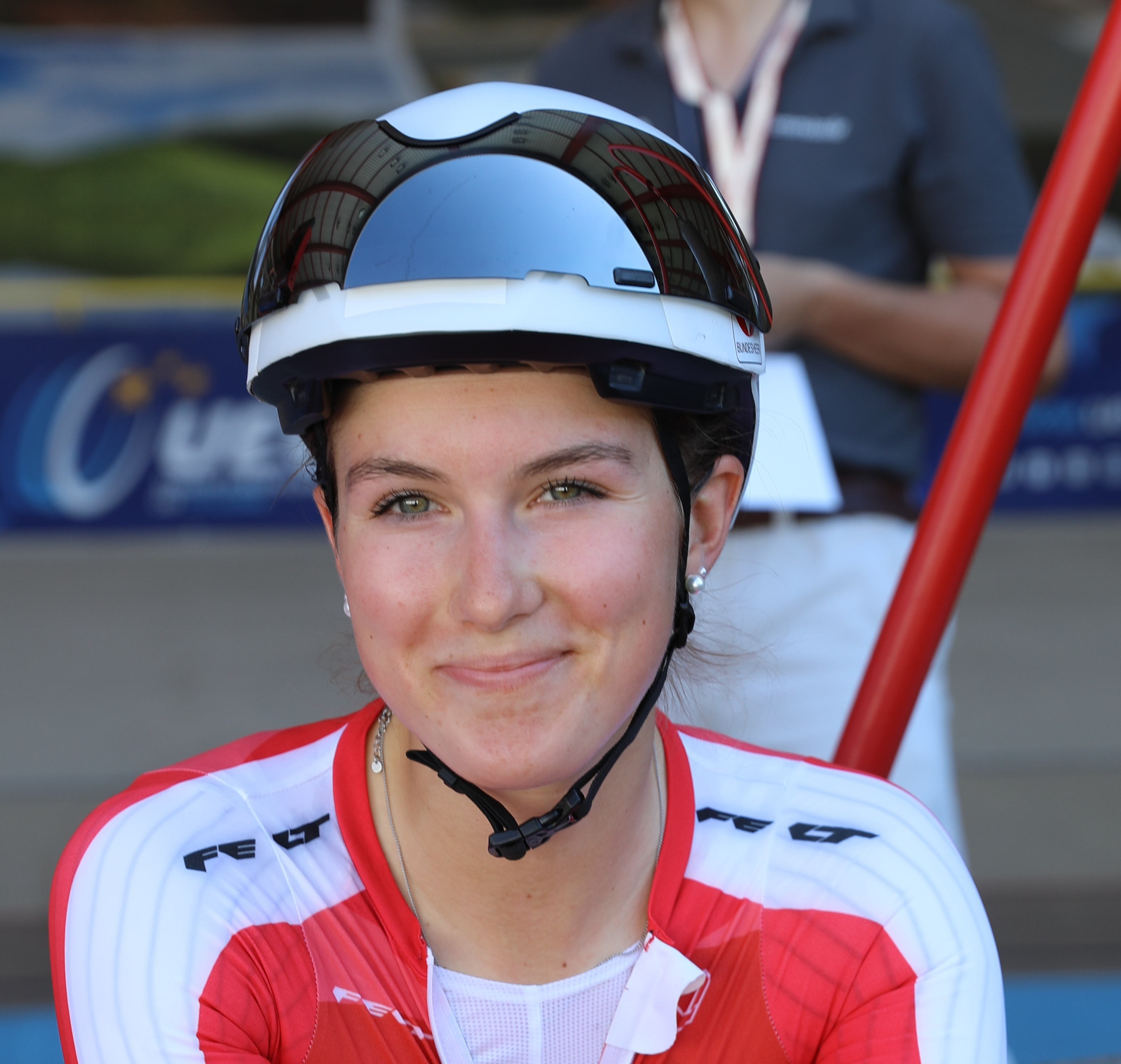
Leila Gschwentner
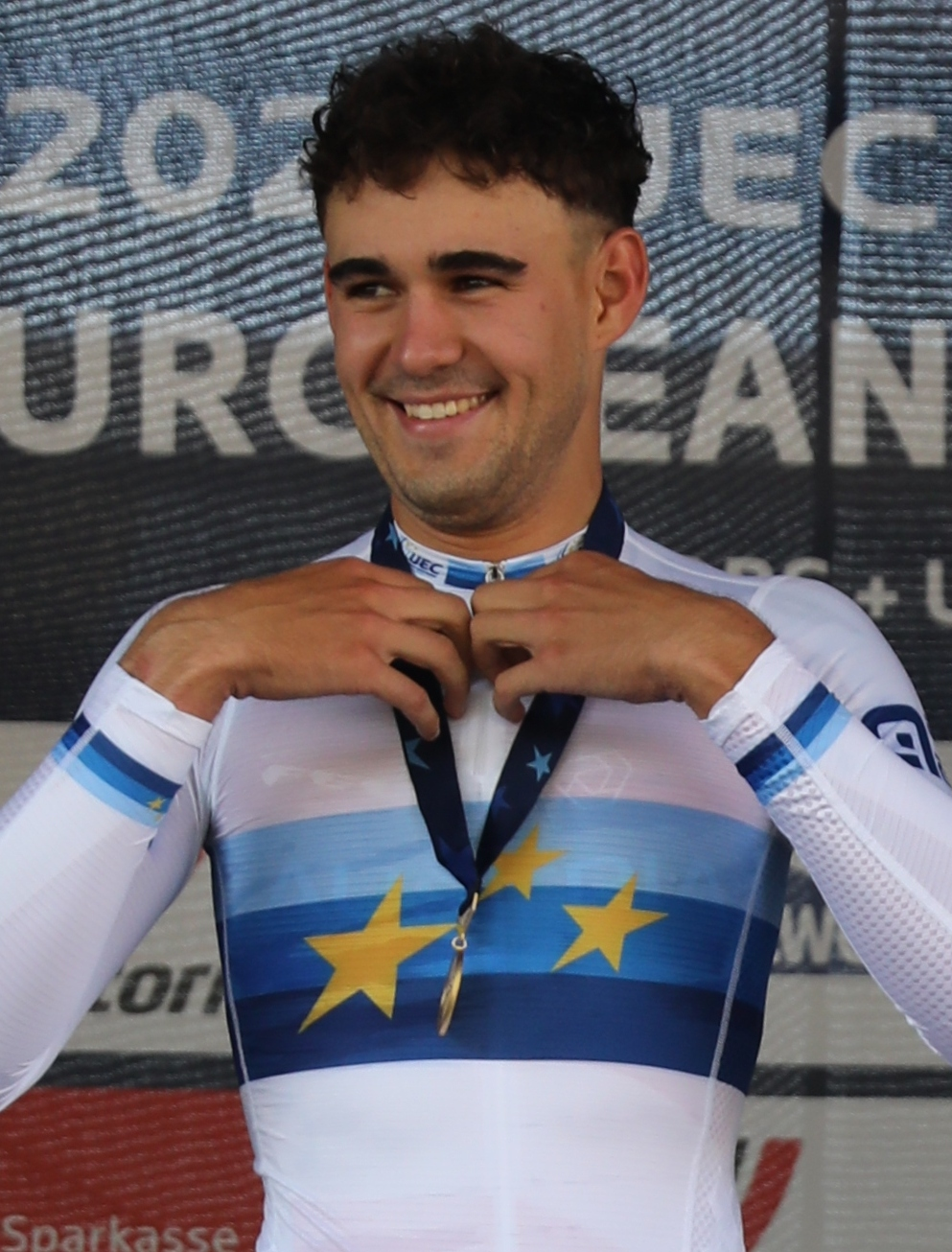
Tim Wafler
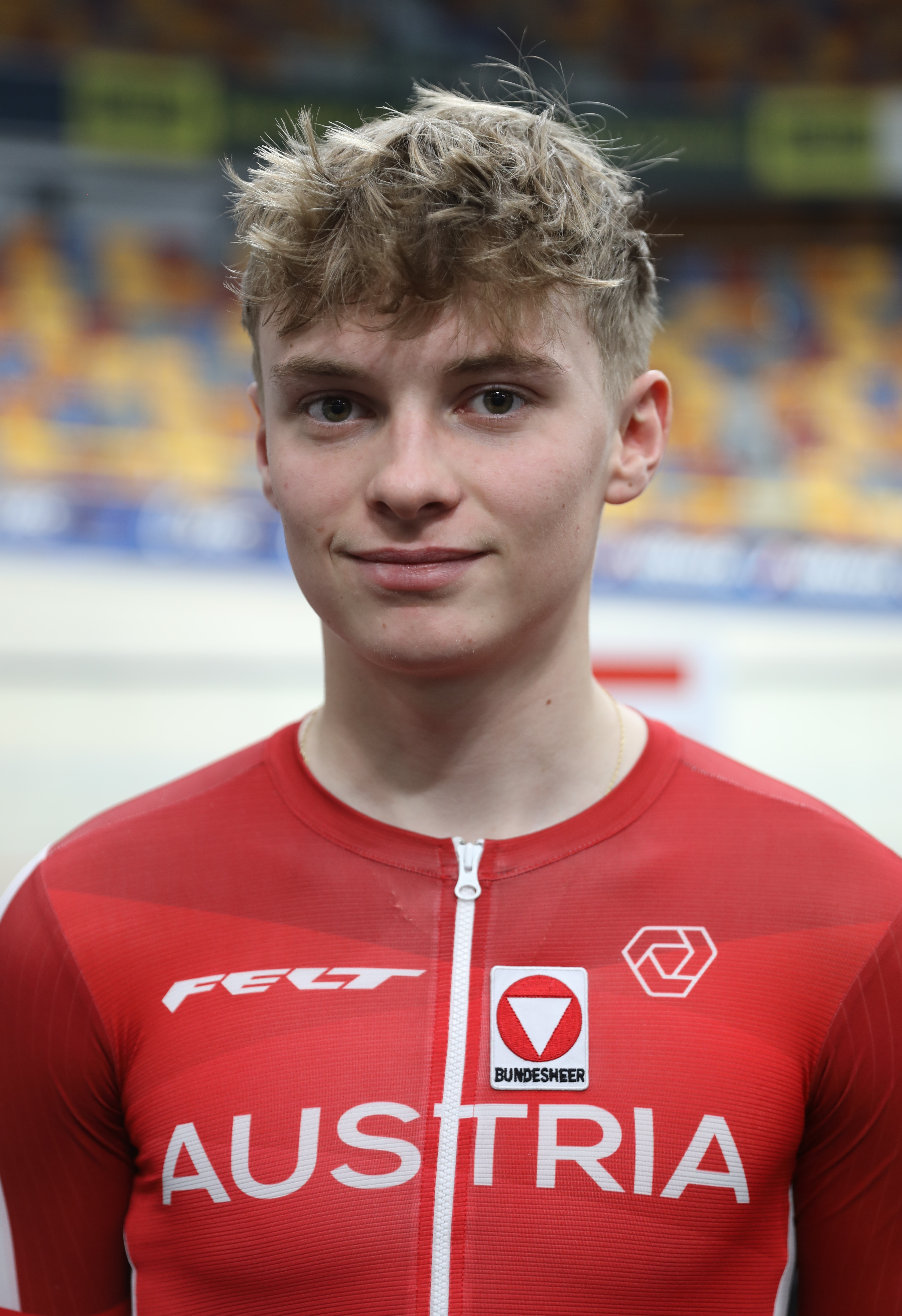
Raphael Kokas

### Swiss Cycling
Frauen
- Michelle Andres, Fabienne Buri, Lorena Leu, Jasmin Liechti, Annika Liehner, Aline Seitz, Janice Stettler

Männer
- Tom Bohli, Luca Bühlmann, Noah Bögli, Matteo Constant, Mats Poot, Lukas Rüegg, Pascal Tappeiner, Alex Vogel

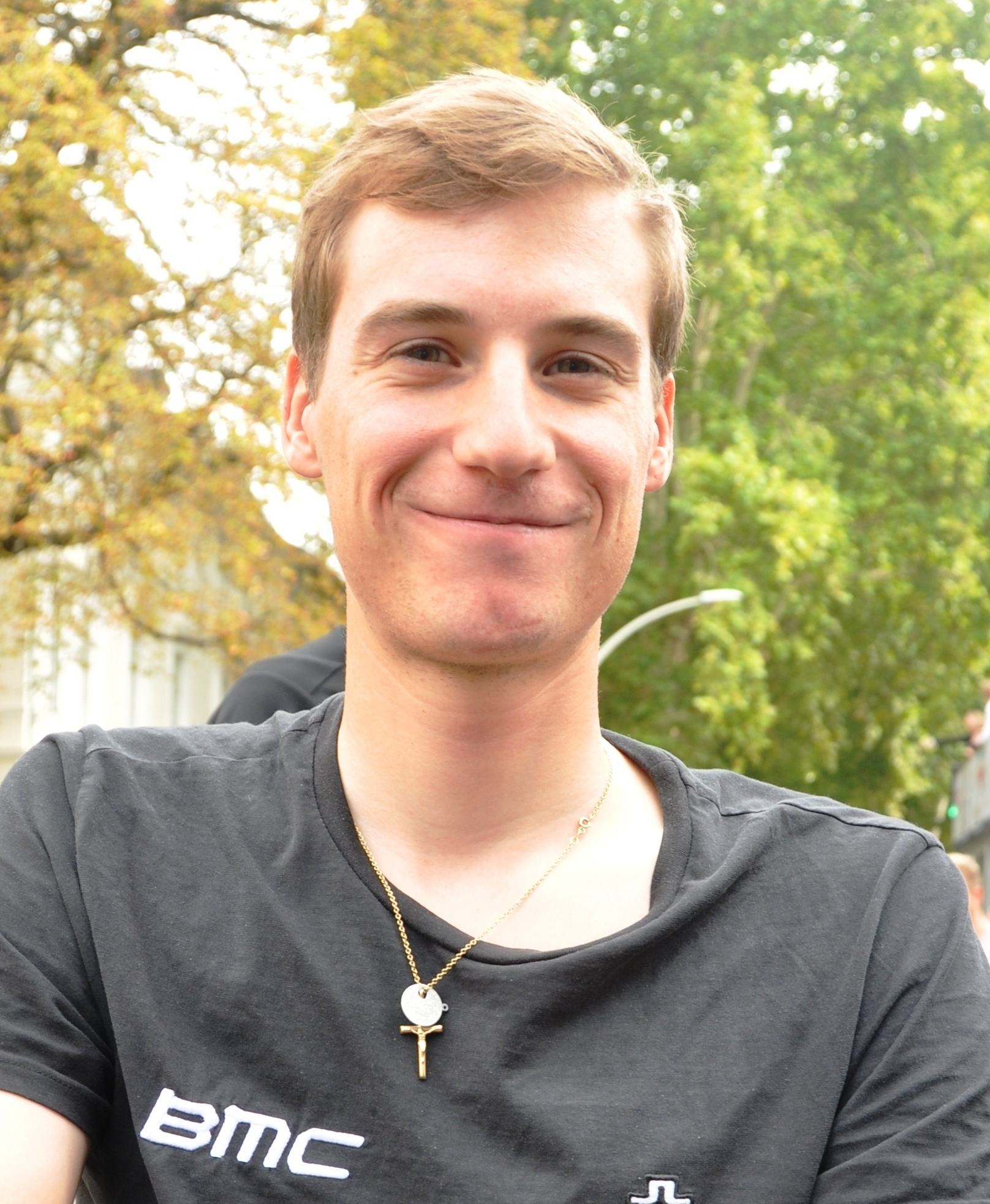
Tom Bohli
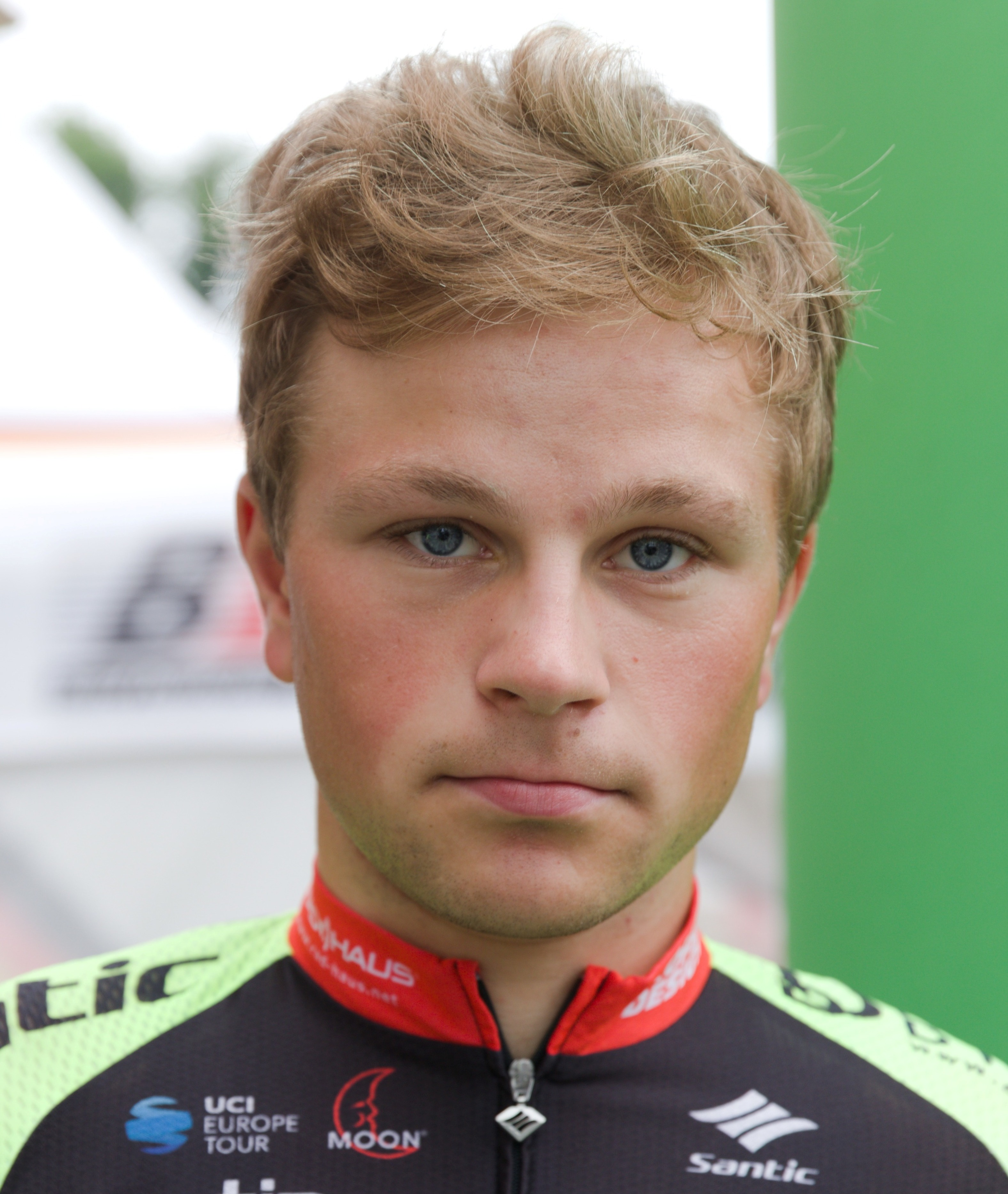
Lukas Rüegg
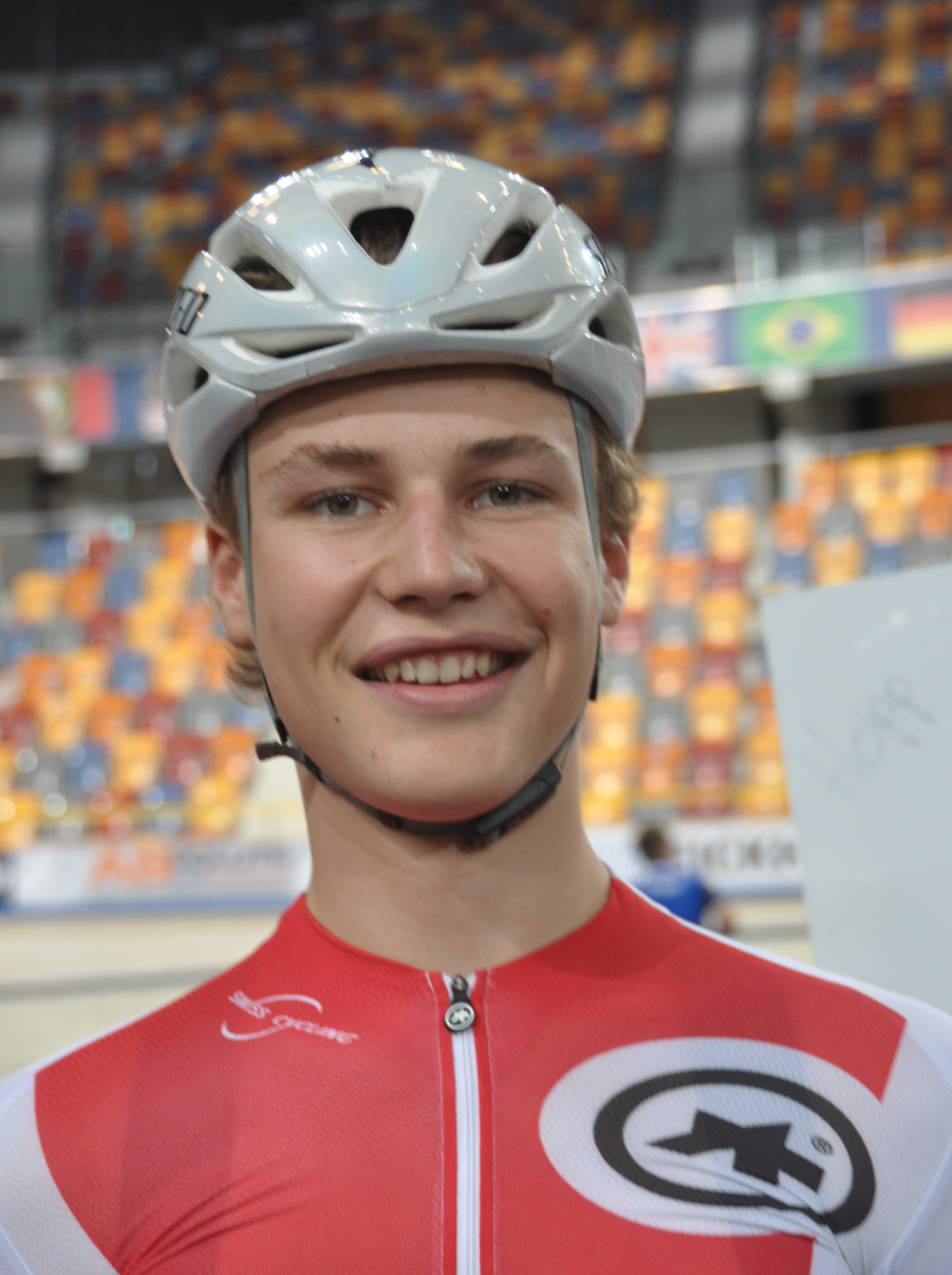
Pascal Tappeiner
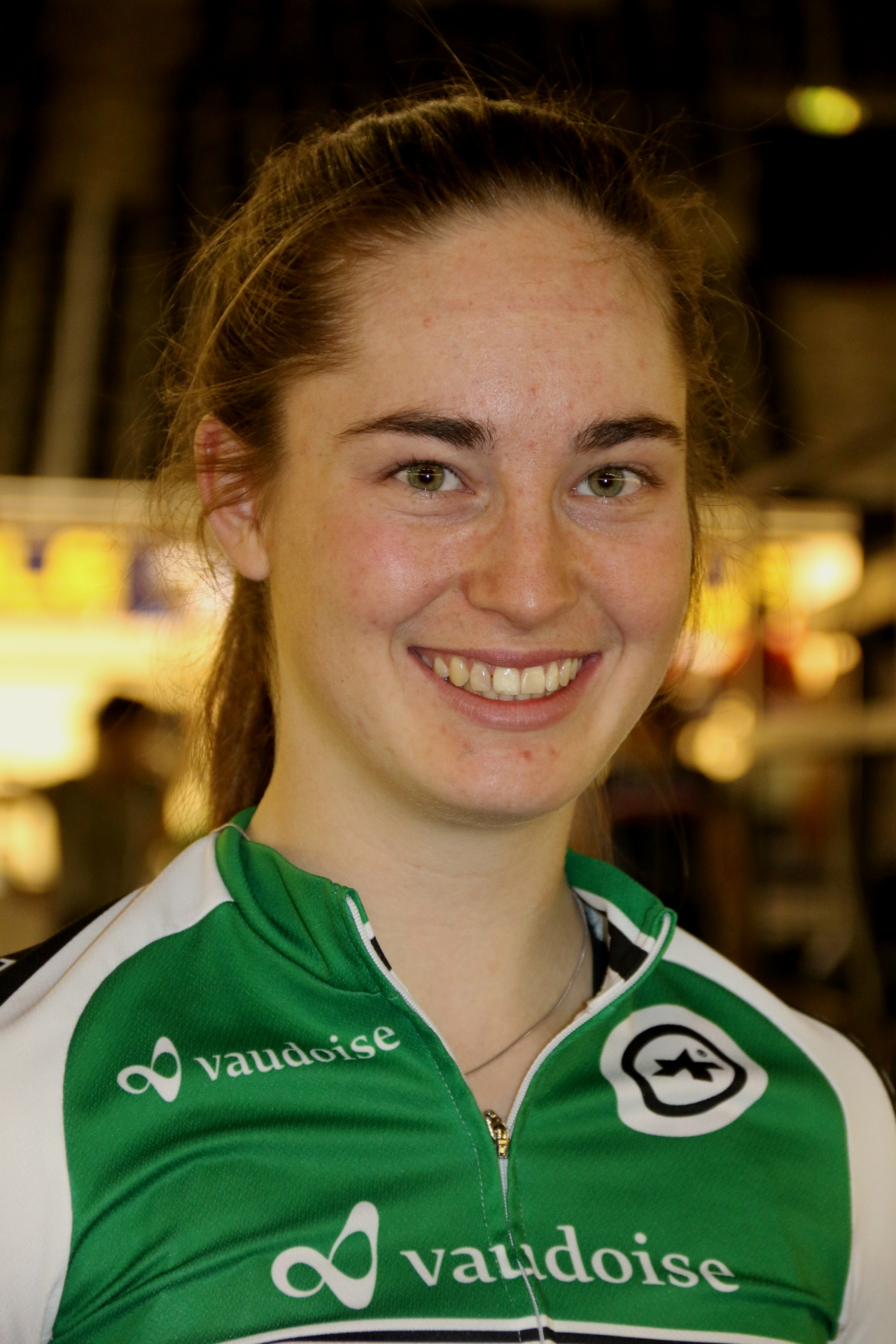
Aline Seitz
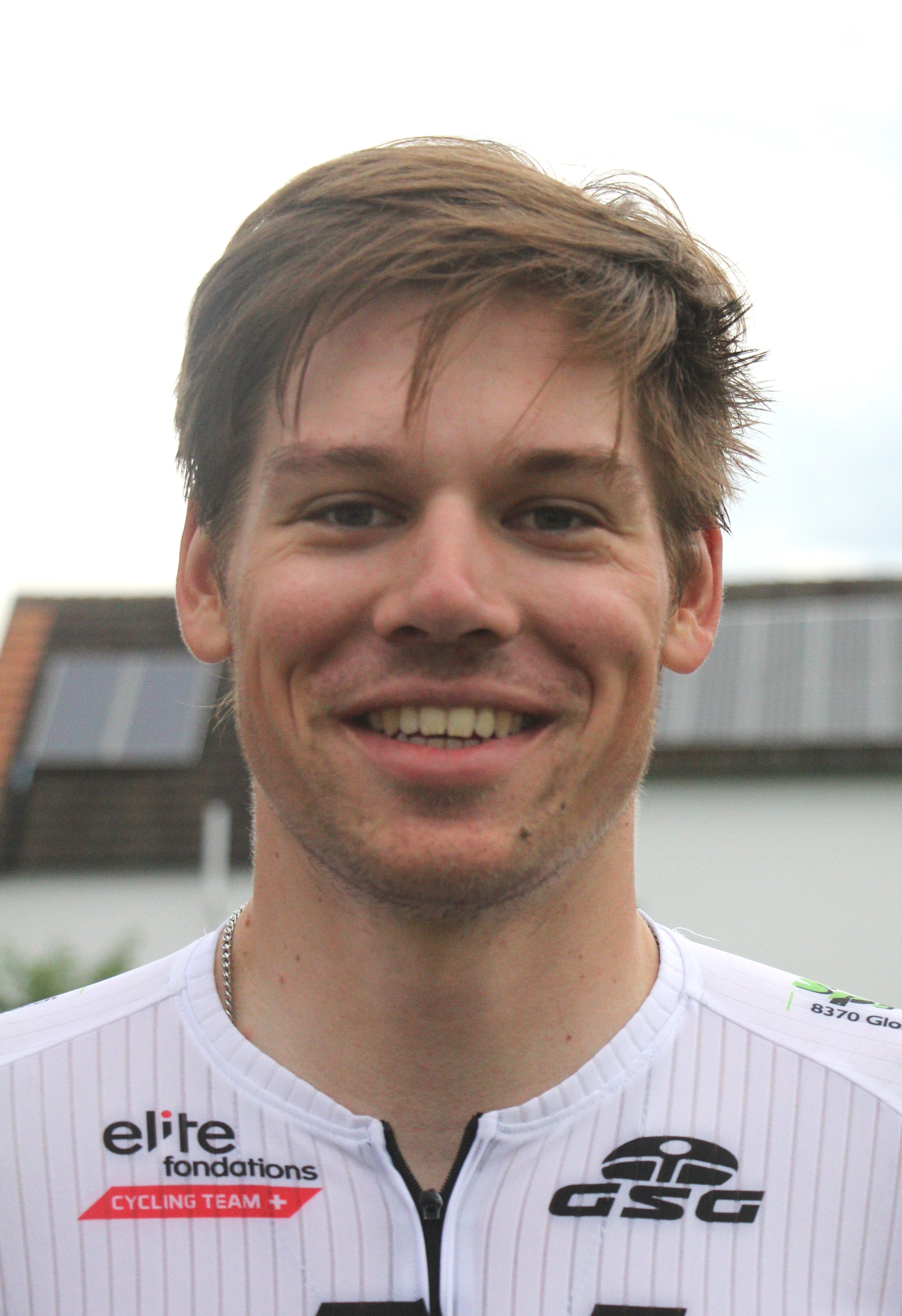
Alex Vogel